# 榎町 (所沢市)
榎町（えのきちょう）は、埼玉県所沢市の町名。単独町名で丁目の設定は無い。郵便番号は、359-1104。

## 地理
所沢市内中央部の新所沢地区に属する。
西武池袋線小手指駅の北東で、西武新宿線新所沢駅の西側に位置する。
町域は比較的狭小で南北に細長く、その周囲は南西で小手指町、西で青葉台、北で向陽町、東で緑町、南で上新井と隣接する。
町内は概ね住宅地で、町境南辺の国道沿い榎町交差点を中心に商業施設が建ち並ぶ。

### 河川
町域の東端（青葉台・向陽町との町境）を砂川堀用水路が流れている。

## 歴史
- 1965年（昭和40年）4月1日 - 大字上新井の一部が住居表示実施により西所沢・宮本町1丁目・松葉町・榎町となる[7]。

## 世帯数と人口
2017年（平成29年）9月30日現在の世帯数と人口は以下の通りである。
| 町丁 | 世帯数  | 人口    |
| ---- | ------- | ------- |
| 榎町 | 683世帯 | 1,458人 |

## 交通

### 鉄道
町内に鉄道は通っていないが最寄駅は、西武池袋線小手指駅。
また東部からは西武新宿線新所沢駅が同程度の距離にある。

### 道路
- 国道463号

交差点
榎町交差点
バス
最寄りのバス停は「榎町」（住所上は隣接する緑町3丁目）、運行は所沢市内循環ところバス 西路線。

## 施設
上述の通り地内の大半は戸建ての住宅地であり、いくつかの商業施設や開業医があるほか、町境南辺の国道463号沿いに商業施設が入居するビルが立ち並ぶ。地内に街区公園や公共施設の類は存在しない。
- 埼玉県公務員所沢榎独身寮

## 小・中学校の学区
市立小・中学校に通う場合の学区（校区）は以下の通り。
| 町丁 | 番・番地 | 小学校                    | 中学校                       |
| ---- | -------- | ------------------------- | ---------------------------- |
| 榎町 | 全域     | 所沢市立北小学校（緑町1） | 所沢市立向陽中学校（向陽町） |